# Kento Shiratani
Kento Shiratani (født 10. juni 1989) er en tidligere japansk fodboldspiller.
Han har spillet for flere forskellige klubber i sin karriere, herunder Cerezo Osaka, Mito HollyHock, Fagiano Okayama, Roasso Kumamoto og FC Machida Zelvia.